# Теорема Кантора про перетини
Теорема Кантора про перетини об‘єднала у собі дві близькі між собою теореми загальної топології та аналізу функції дійсної змінної. Теорема, названа на честь Георга Кантора, стверджує, що вкладена послідовність непорожніх компактних замкнутих множин має непорожній перетин.

## Топологічне твердження теореми
Теорема. Нехай {\displaystyle X} є топологічним простором і підмножини {\displaystyle C_{n}\subset X} є непорожніми, замкнутими і компактними. Нехай ці підмножини утворюють спадну послідовність підмножин, тобто
{\displaystyle C_{0}\supset C_{1}\supset \cdots \supset C_{n}\supset C_{n+1}\supset \cdots .}
Тоді, їх перетин є непорожньою множиною:
{\displaystyle \bigcap _{k=0}^{\infty }C_{k}\neq \varnothing .}
Іншими словами існує точка {\displaystyle x\in X} яка належить всім цим підмножинам, тобто {\displaystyle x\in C_{n}}, для всіх цілих {\displaystyle n\geqslant 0}.
У випадку, наприклад, гаусдорфових просторів довільна компактна підмножина є замкненою, тому у твердженні теореми вимогою замкнутості можна знехтувати.
Доведення. Припустимо, що {\displaystyle \bigcap C_{n}=\varnothing }. Позначимо також {\displaystyle U_{n}=C_{0}\backslash C_{n}}. Оскільки {\displaystyle \bigcup U_{n}=C_{0}\backslash {\big (}\bigcap C_{n}{\big )}} і {\displaystyle \bigcap C_{n}=\varnothing }, то {\displaystyle \bigcup U_{n}=C_{0}}. Усі підмножини {\displaystyle C_{n}} є замкнутими у {\displaystyle X} і тому також замкнутими в {\displaystyle C_{0}}, у індукованій топології. Тому {\displaystyle U_{n}} є відкритими підмножинами {\displaystyle C_{0}}. Оскільки {\displaystyle \bigcup U_{n}=C_{0}}, тобто {\displaystyle (U_{n})} є відкритим покриттям і {\displaystyle C_{0}\subset X} є компактною множиною, то існує скінченне підпокриття {\displaystyle \{U_{n_{1}},U_{n_{2}},\dots ,U_{n_{m}}\}}. Позначимо {\displaystyle M=\max \limits _{1\leq i\leq m}n_{i}}. Тоді, оскільки {\displaystyle U_{1}\subset U_{2}\subset \cdots \subset U_{n}\subset U_{n+1}\cdots }, то {\displaystyle \bigcup U_{n_{i}}=U_{M}}. Як наслідок {\displaystyle C_{0}=\bigcup U_{n_{i}}=U_{M}}.
Але тоді {\displaystyle C_{M}=C_{0}\backslash U_{M}=\varnothing }, що суперечить припущенню у твердженні теореми. Тому {\displaystyle \bigcap C_{n}\neq \varnothing }.

## Твердження для дійсних чисел
В аналізі функції дійсної змінної теорема має такий самий висновок для замкнених і обмежених підмножин множини дійсних чисел {\displaystyle \mathbb {R} }. Теорема стверджує, що спадна вкладена послідовність {\displaystyle (C_{k})_{k\geq 0}} непорожніх, замкнених і обмежених підмножин множини дійсних чисел {\displaystyle \mathbb {R} } має непорожній перетин.
Це твердження випливає із загального топологічного твердження у світлі теореми Гейне Бореля, яка стверджує, що множини дійсних чисел є компактними, тоді й лише тоді, коли вони є замкненими і обмеженими. Однак, це зазвичай використовується як лема при доведенні теореми і тому вимагає окремого доведення.
Наприклад, якщо {\displaystyle C_{k}=[0,1/k]}, перетин всіх  {\displaystyle (C_{k})_{k\geq 0}}  дорівнює  {\displaystyle \{0\}}. З іншої сторони, послідовність відкритих обмежених множин  {\displaystyle {\displaystyle C_{k}=(0,1/k)}} так і послідовність необмежено замкнених множин {\displaystyle C_{k}=[k,\infty )} мають порожній перетин. Всі ці послідовності є правильно вкладеними.
Цей варіант теореми узагальнюється на випадок {\displaystyle \mathbb {R} ^{n}}, множина n-елементних векторів дійсних чисел, але не узагальнюється на випадок довільних метричних просторів. Наприклад, у просторі раціональних чисел множини
{\displaystyle C_{k}={\big [}{\sqrt {2}},{\sqrt {2}}+1/k{\big ]}={\big (}{\sqrt {2}},{\sqrt {2}}+1/k{\big )}}
є замкненими і обмеженими, але їх перетин є порожнім.
Зауважимо, що це не суперечить ні топологічному твердженню, так як множини {\displaystyle C_{k}} не є компактними, ні варіанту нижче, так як раціональні числа не є повними відносно звичайної метрики.
Простий наслідок теореми полягає в тому, що множина Кантора є непорожньою, оскільки вона визначається як перетин спадної вкладеної послідовності множин, кожна з яких визначається як об'єднання скінченного числа замкнених інтервалів. З цього випливає, що кожна з цих множин є непорожнью, замкненою і обмеженою. Насправді, множина Кантора містить у собі незлічену кількість точок.
Теорема. Нехай {\displaystyle {\displaystyle (C_{k})_{k\geq 0}}}  ― послідовність непорожніх, замкнених і обмежених підмножин множини дійсних чисел {\displaystyle \mathbb {R} } така, що
{\displaystyle C_{0}\supset C_{1}\supset \cdots C_{n}\supset C_{n+1}\cdots .}
Тоді
{\displaystyle \bigcap _{k=0}^{\infty }C_{k}\neq \varnothing .}
Доведення. Будь-яка непорожня, замкнена та обмежена підмножина {\displaystyle C_{k}\subset \mathbb {R} }  містить мінімальний елемент {\displaystyle x_{k}}. Оскільки для кожного {\displaystyle k} маємо 
{\displaystyle x_{k+1}\in C_{k+1}\subset C_{k}},
то звідси випливає, що
{\displaystyle x_{k}\leq x_{k+1}},
отже, {\displaystyle (x_{k})_{k\geq 0}} є зростаючою послідовністю, яка містить обмежену множину {\displaystyle C_{0}}. За теоремою про монотонну збіжність для обмежених послідовностей дійсних чисел, існує гранична точка 
{\displaystyle x=\lim _{k\to \infty }x_{k}.}
При фіксованому {\displaystyle k} для всіх  {\displaystyle j\geq k} маємо, що {\displaystyle x_{j}\in C_{k}}, і оскільки {\displaystyle C_{k}} є замкненою, а {\displaystyle x} є граничною точкою, то з цього випливає, що {\displaystyle x\in C_{k}}. Вибір {\displaystyle k} є довільним, тому {\displaystyle x} належить  {\displaystyle \bigcap _{k=0}^{\infty }C_{k}}, що і треба було довести.

## Варіант у повних метричних просторах
У повних метричних просторах теорема набуває наступного вигляду:
Теорема. Нехай {\displaystyle X} — повний метричний простір, {\displaystyle (C_{k})_{k\geq 1}}  — послідовність непорожніх, замкнених і вкладених підмножин множини простору {\displaystyle X}, діаметри яких збігаються до нуля
{\displaystyle \lim _{k\to \infty }\operatorname {diam} (C_{k})=0,}
де {\displaystyle \operatorname {diam} (C_{k})} визначається як
{\displaystyle \operatorname {diam} (C_{k})=\sup\{d(x,y)\mid x,y\in C_{k}\}.}
Тому перетин підмножин {\displaystyle C_{k}} містить лише одну точку:
{\displaystyle \bigcap _{k=1}^{\infty }C_{k}=\{x\}}
для деякої точки {\displaystyle x\in X}.
Схема доведення. Оскільки діаметри прямують до нуля, і діаметр перетину підмножин {\displaystyle C_{k}} дорівнює нулю, то він або порожній, або складається з однієї точки. Отже, достатньо показати, що він не є порожнім. Виберемо елемент {\displaystyle x_{k}\in C_{k}} для кожного {\displaystyle k}. Оскільки діаметр підмножин {\displaystyle C_{k}} прямує до нуля, а послідовність {\displaystyle C_{k}} є вкладеною, то елементи {\displaystyle x_{k}} утворює послідовність Коші. Оскільки метричний простір є повним, то послідовність Коші збігається до деякої точки {\displaystyle x}. Оскільки кожна підмножина {\displaystyle C_{k}} є замкненою і {\displaystyle x} є границею послідовності в множині {\displaystyle C_{k}}, то точка {\displaystyle x} повинна лежати в множині {\displaystyle C_{k}}. Це справедливо для кожного {\displaystyle k}, тому перетин підмножин {\displaystyle C_{k}} повинен містити точку {\displaystyle x}. Обернене до цієї теореми твердження також справджується: якщо {\displaystyle X} — метричний простір з властивістю, що перетин будь-якої вкладеної сім’ї непорожніх, замкнених підмножин, діаметри яких прямують до нуля, є непорожнім, то {\displaystyle X} — повний метричний простір. (Для доведення, нехай ({\displaystyle (x_{k})_{k\geq 1}} — послідовність Коші в просторі {\displaystyle X}, {\displaystyle C_{k}} — замиканням підпослідовності {\displaystyle (x_{j})_{j\geq k}} цієї послідовності.)